# Малочешуйчатый лазающий полоз
Малочешуйчатый лазающий по́лоз (лат. Elaphe quadrivirgata) — вид змей из семейства ужеобразных, относящийся к роду лазающих полозов.
Общая длина достигает 110—150 см. Голова немного вытянутая, туловище стройное, хвост короткий. По бокам туловища проходят 4 яркие тёмные полосы, отсутствуют лишь у меланистов. Брюхо оливкового или розового цвета, у меланистов — тёмно-серого с металлическим блеском. Молодые полозы имеют коричневую окраску и чёткий контрастный рисунок, который с возрастом исчезает. Радужная оболочка глаз тёмно-красная, а у меланистов — чёрная.
Обитает в зарослях бамбука, на опушках леса, морском побережье, склонах вулканов, вблизи геотермальных источников. Встречается на высоте до 350 метров над уровнем моря. Активен до конца сентября — октября. Питается лягушками, змеями, в том числе особями своего вида, иногда мелкими грызунами или птицами.
Яйцекладущая змея. Спаривание происходит в мае. В начале августа самка откладывает 6—10 яиц размером 12-16 х 35-40 мм.
Вид обитает на Японских островах, в России — на курильском острове Кунашир. Kак и многие другие неядовитые змеи, малочешуйчатый лазающий полоз при встрече с человеком маскируется под ядовитых и в минуту опасности начинает трясти хвостом, подобно гремучей змее. 

## Фото

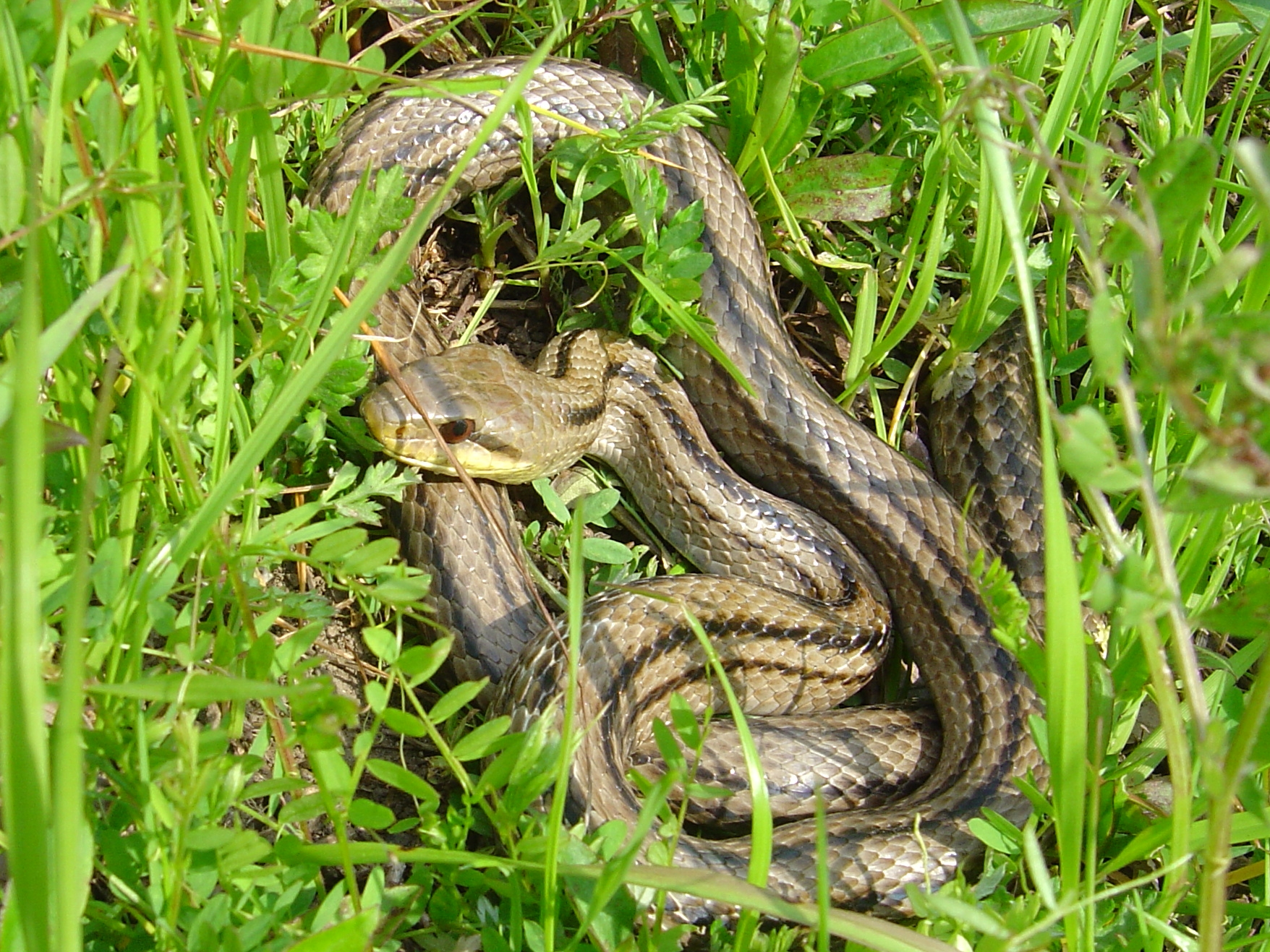
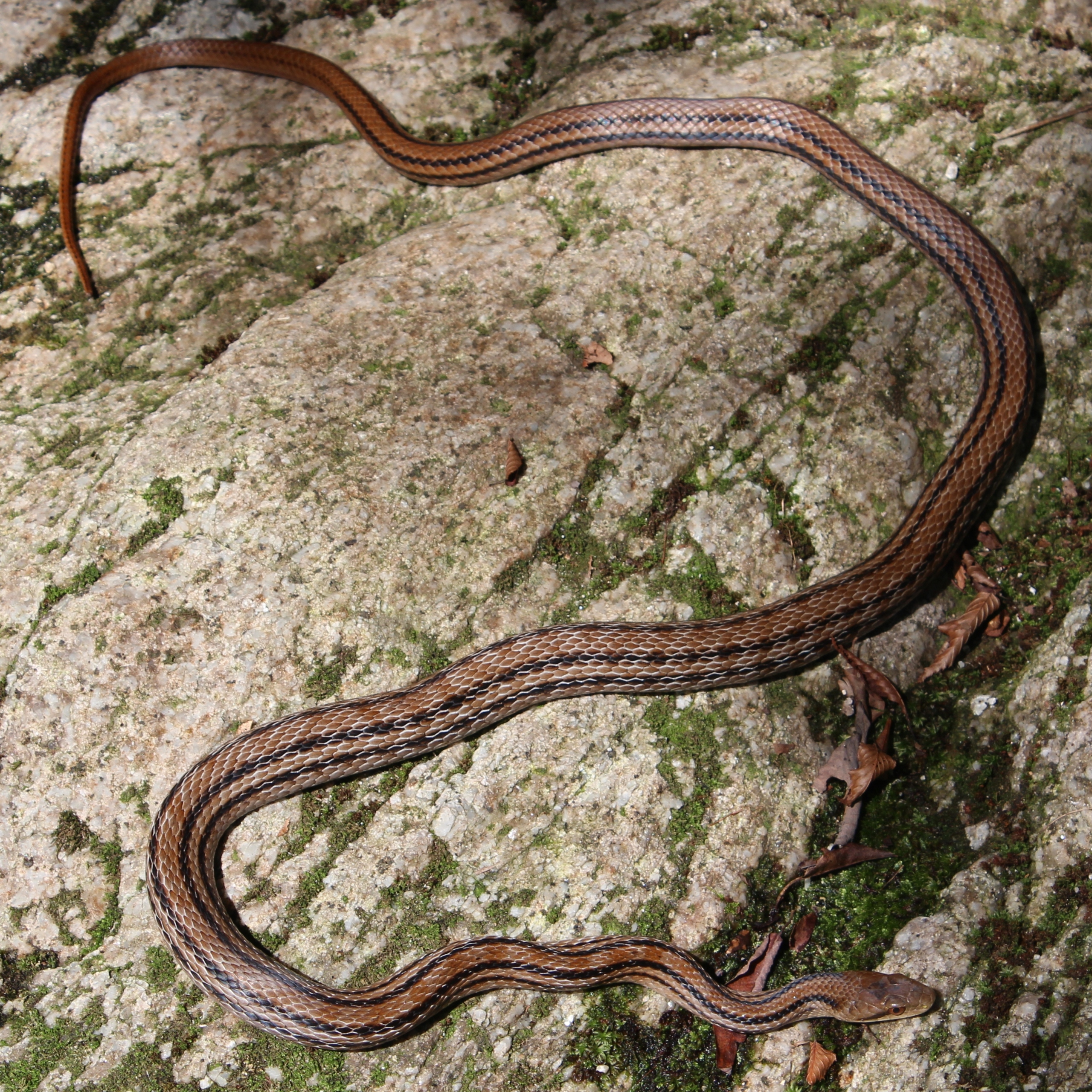
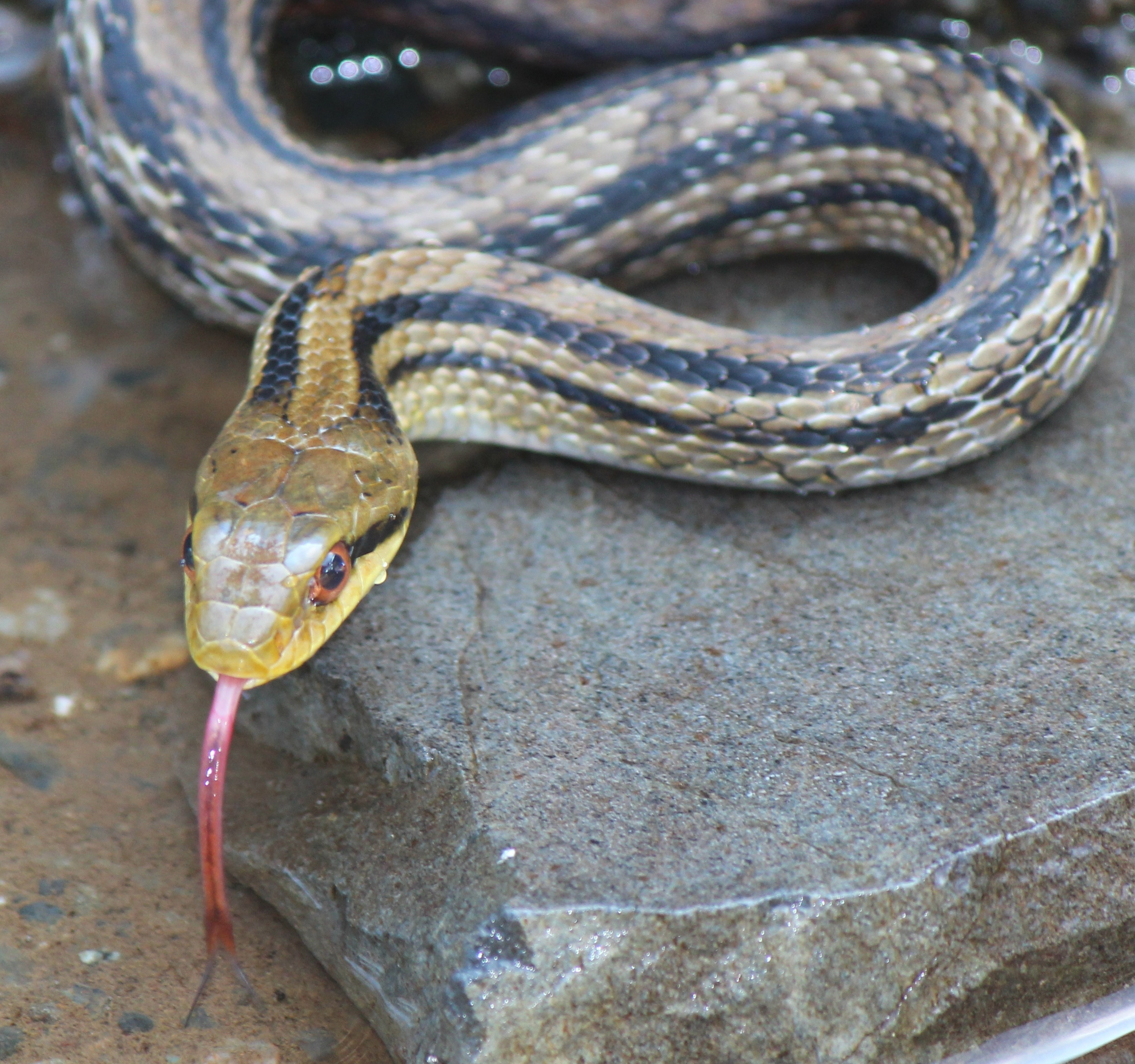
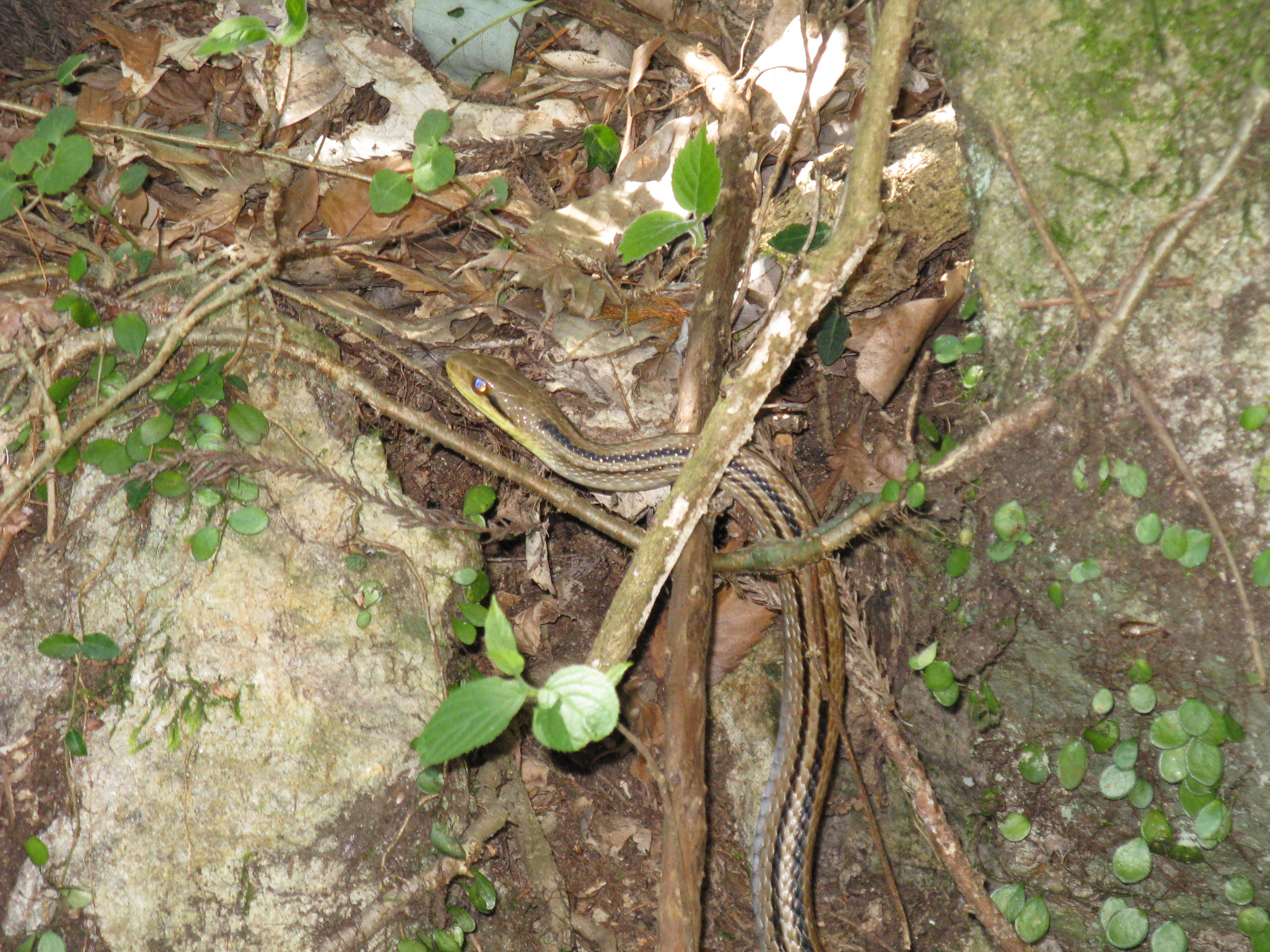
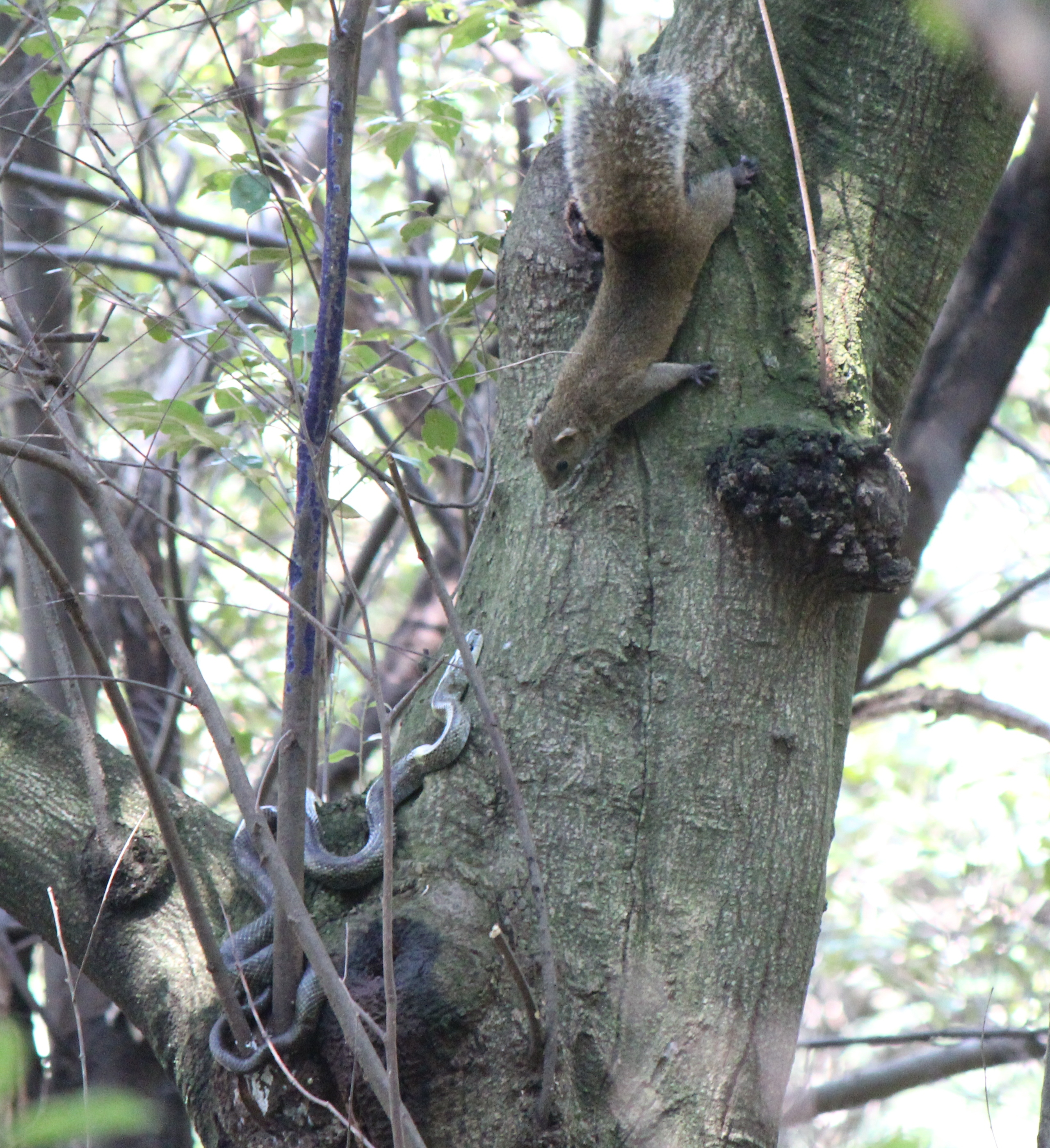